# JWP女子プロレス ピュア・レッスル・クイーンズ
『JWP女子プロレス ピュア・レッスル・クイーンズ』（ジェイ・ダブリュー・ピー・じょしプロレス・ピュア・レッスル・クイーンズ）は、ジャレコから発売された日本のゲームソフト。ジャンルはプロレスゲーム。女子プロレス団体「JWP女子プロレス」の協力のもと作成されたスーパーファミコン用ゲームソフト。

## 各種モード
- エキシビジョンモード
- 公式リーグモード
- バトルロイヤルモード
- プロレス教室モード

ダイナマイト関西にゲームの基本操作を教えてもらえる。
- 経営モード

社長となるキャラクター（デビル雅美、ダイナマイト関西、尾崎魔弓、キューティー鈴木）を選びボードゲーム風で経営を成功に導く対戦ゲーム。
- オプションモード

## 登場する女子プロレスラー
- デビル雅美
- ダイナマイト関西
- 尾崎魔弓
- キューティー鈴木
- プラム麻里子
- 外山寿美代
- 福岡晶
- ボリショイ・キッド
- コマンド・ボリショイ
- キャンディー奥津
- 能智房代
- 矢樹広弓
- 菅生裕美

隠し女子プロレスラー
- スーパーヒール・デビル雅美
- 紅関西